# Mode Gakuen Cocoon Tower
Mode Gakuen Cocoon Tower (モード学園コクーンタワー, Mōdo gakuen kokūn tawā) es un edificio con fines educativos de 50 pisos, con una altura de 204 metros. Está situada en el distrito de Nishi-shinjuku en Shinjuku, Tokio, Japón. El rascacielos alberga tres escuelas especiales: Modo Gakuen de Tokio (Escuela de formación profesional de moda), HAL Tokio (Colegio de Tecnología y Diseño), y Shuto Iko (Colegio Médico). Completada el 15 de octubre de 2008, la torre es el segundo rascacielos de educación más alto en el mundo (detrás de la Universidad Estatal de Moscú) y es el decimoséptimo rascacielos más alto en Tokio. En 2008 se adjudicó el rascacielos del año de Emporis.com.
Su construcción empezó el 1 de mayo del 2006 y fue inaugurado el 15 de octubre de 2008. Fue construido sobre el antiguo emplazamiento del ahora demolido edificio de Asahi Mutual Life Insurance Company.

## Galería

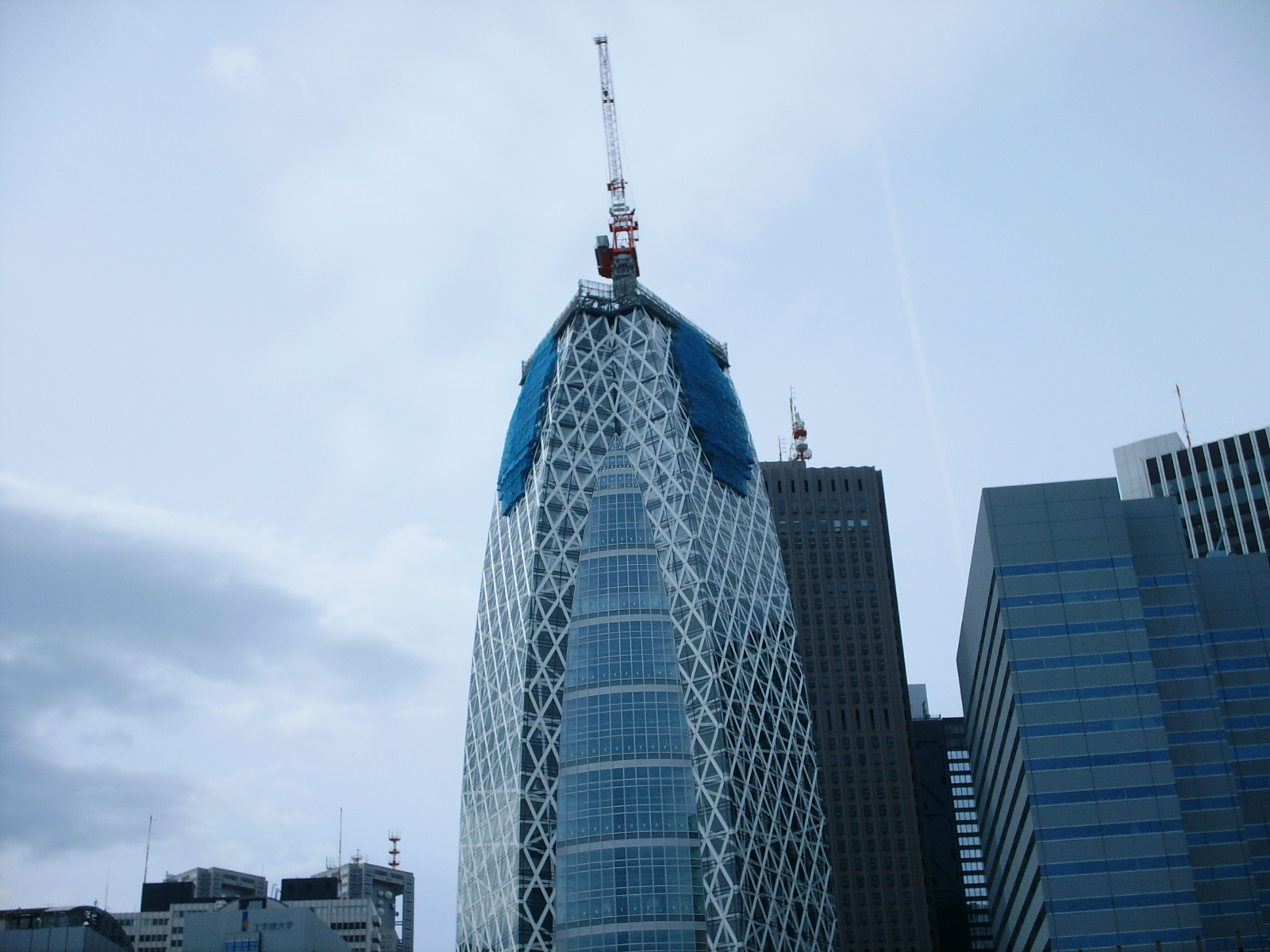
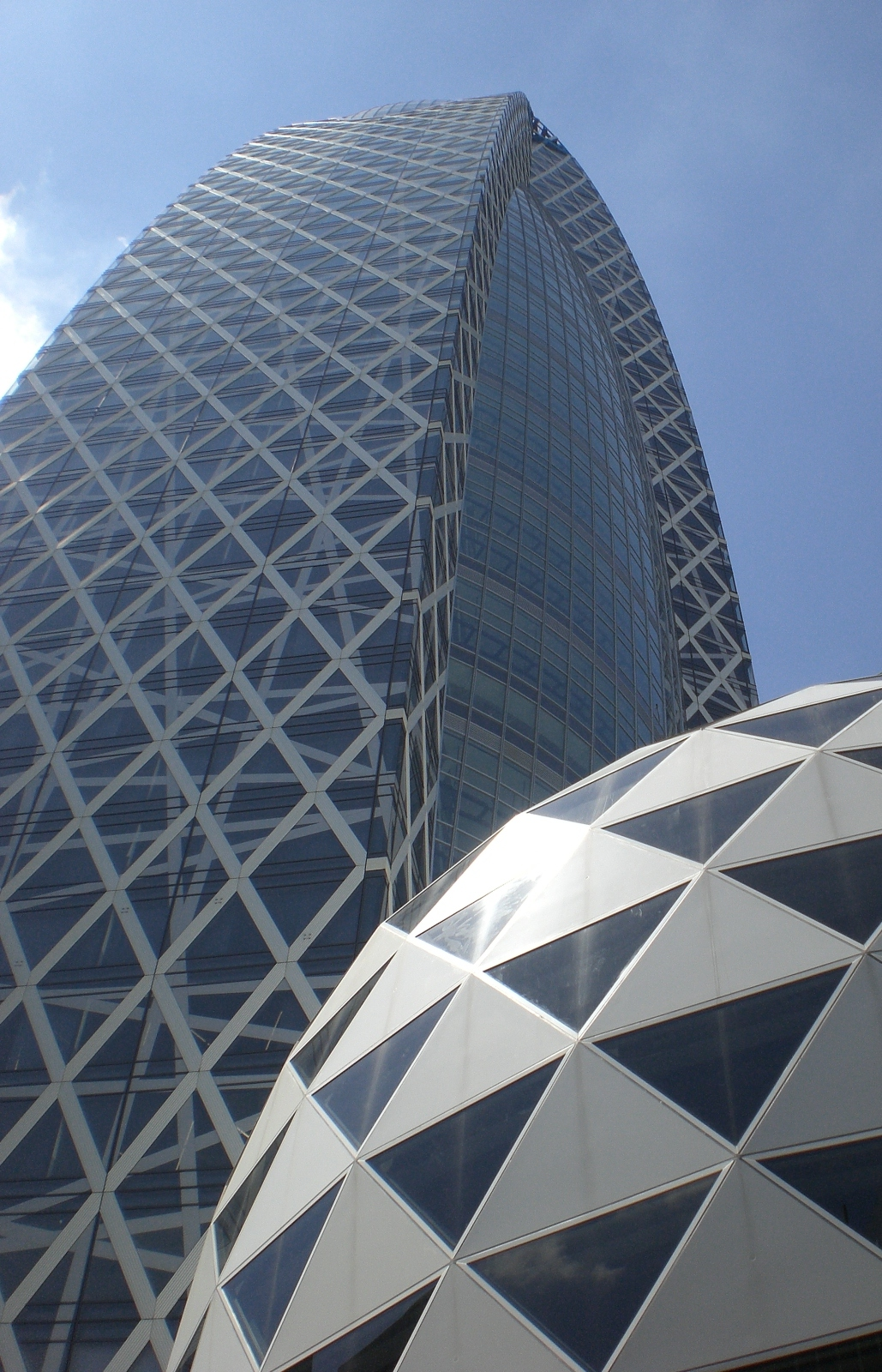
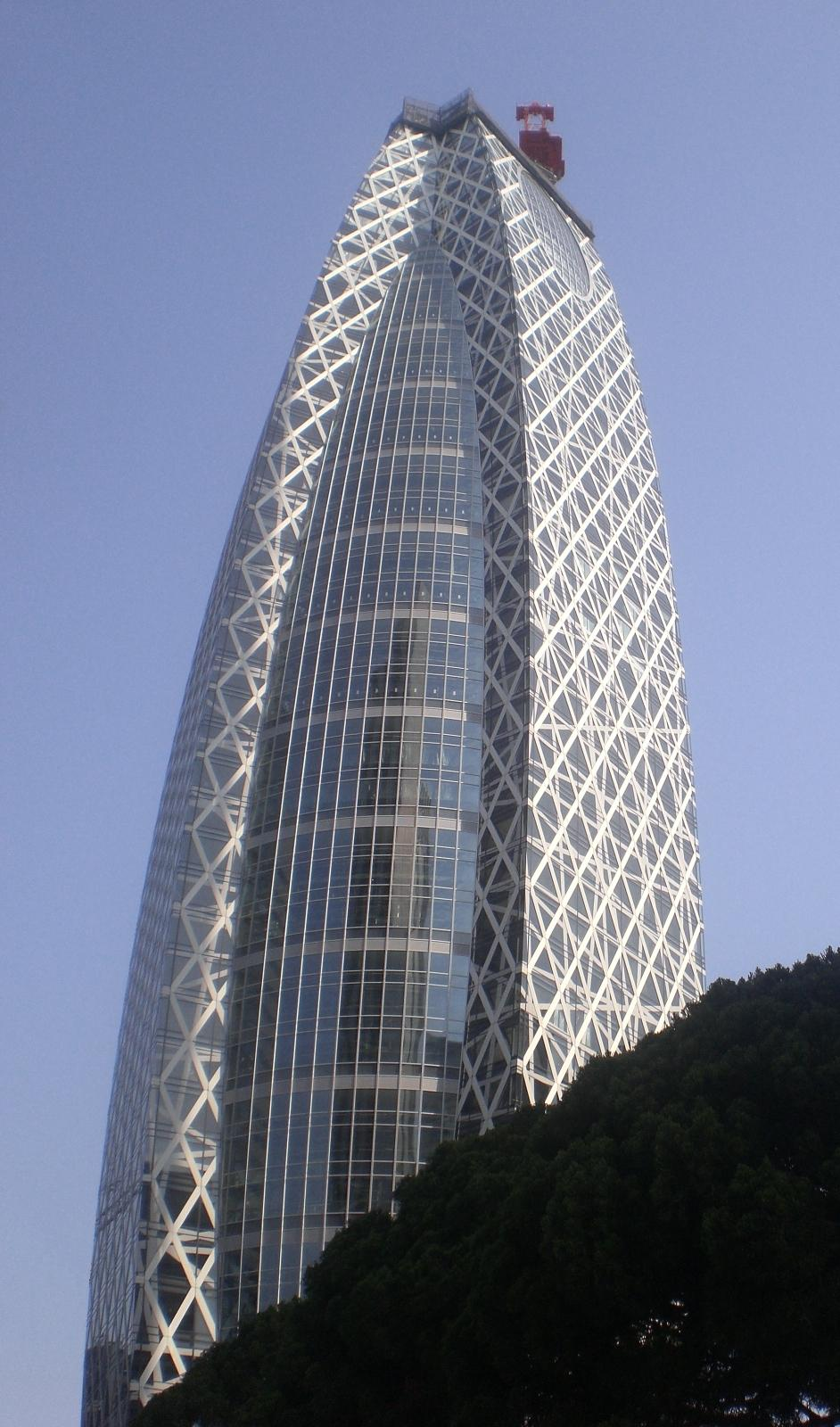
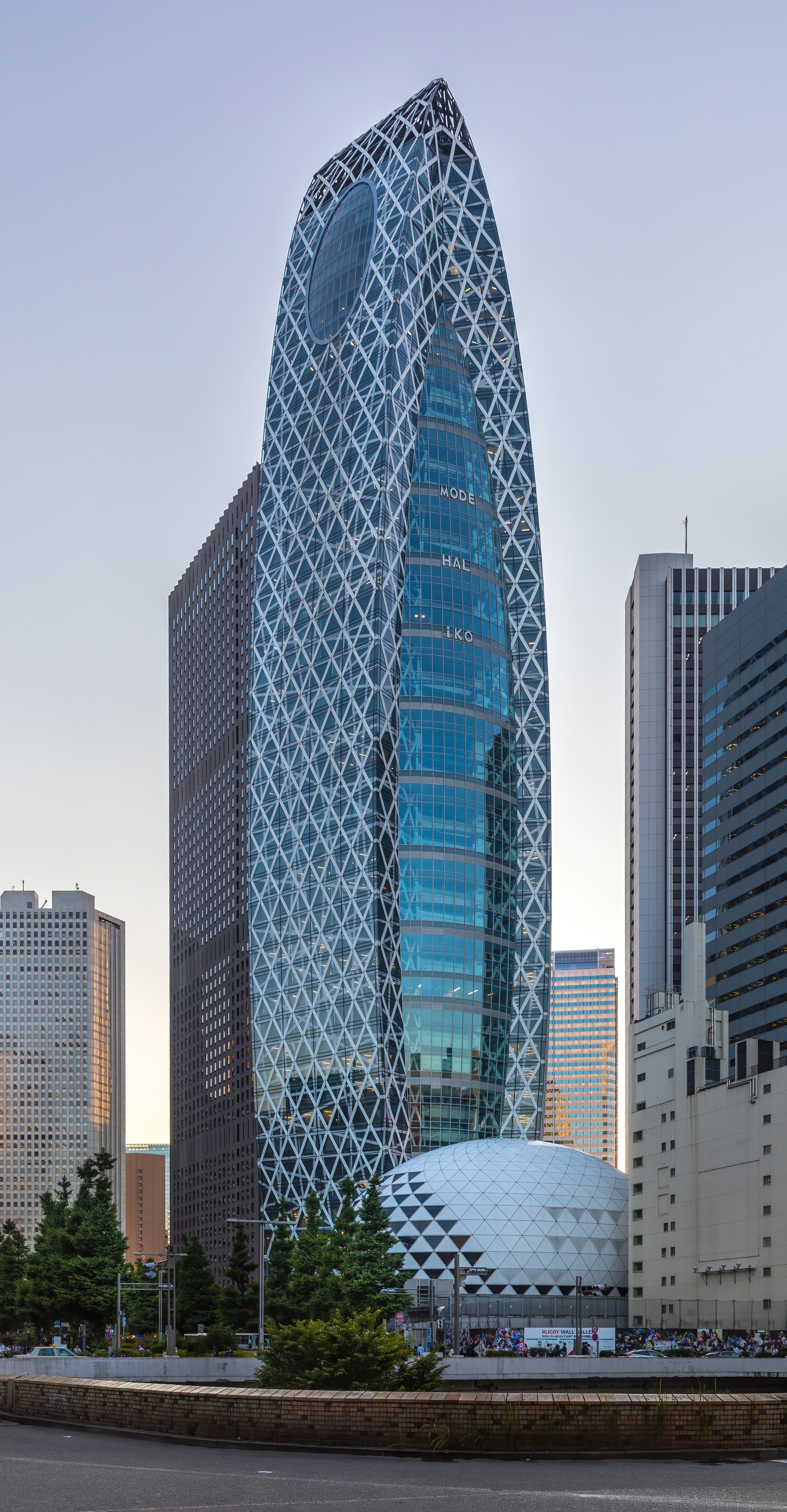
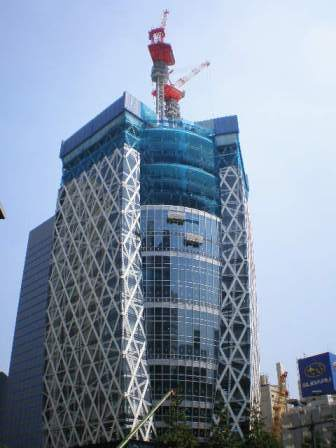

## Diseño
Antes de seleccionar un diseño para su nueva ubicación en Tokio, el Modo Gakuen celebró un concurso de arquitectos para presentar propuestas de diseño para su construcción. La única condición era que el rascacielos no podía ser rectangular. Modo Gakuen recibió más de 150 propuestas de unos 50 arquitectos. La propuesta ganadora fue la estructura que asemeja un capullo diseñada por Tange Associates. Según Kenzō Tange la forma de capullo del rascacielos simboliza un rascacielos que nutre a los estudiantes dentro. El campus vertical puede acomodar a 10 000 estudiantes de las tres escuelas profesionales que ocupan el edificio. 